# Codroipo
Codroipo este o comună din provincia Udine, regiunea Friuli-Veneția Giulia, Italia, cu o populație de 15.864 de locuitori&#32 (2021);și o suprafață de 75,22 km².

## Demografie
Codroipo - evoluția demografică

|  | Graficele sunt indisponibile din cauza unor probleme tehnice. Mai multe informații se găsesc la Phabricator și la wiki-ul MediaWiki. |

Date: Recensăminte sau birourile de statistică - grafică realizată de Wikipedia